# Preskriberade romanser
Preskriberade romanser är ett samlingsalbum av Ulf Lundell som gavs ut 16 december 1981. Den innehåller främst tidigare utgivna singlar och B-sidor, inklusive de två julsångerna "Snart kommer änglarna att landa" och "God jul (är det nån hemma?)" från åren 1978–1981. Låten "Precis som en kvinna" är en översättning av Bob Dylans låt "Just Like a Woman". Den 20 maj 1992 utkom en utökad version ut på CD, då och omfattade då åren 1978–1988.

## Låtlista
1. Det var en man som stal en dröm
2. Bergets topp
3. Sista porten
4. Precis som en kvinna
5. Död
6. Natt
7. Snart kommer änglarna att landa
8. Barn
9. God jul (är det nån hemma?)
10. Rosedale boogie
11. Tisdag morgon

### Bonusspår på utökad utgåva 1992
1. Hårt regn
2. Vin till frukost
3. Hon var där med dej
4. För din skull
5. Maria, många mil och år från här
6. Bibbis visa
7. Cool water - på Den Gyldene Freden
8. Min vandrande vän

## Medverkande (urval)
- Ulf Lundell - gitarr, sång
- Totte Bergström - gitarr, Fender stringbender
- Hasse Breitholtz - piano
- Kjell Öhman - dragspel
- Mike Watson - bas
- Rolf Alex - trummor

## Listplaceringar
| Lista (1982) | Topplacering |
| ------------ | ------------ |
| Sverige      | 4            |